# Olympische Sommerspiele 1980/Teilnehmer (Lesotho)
| Gelbes Symbol für Goldmedaillen mit stilisierten Olympischen Ringen | Graues Symbol für Silbermedaillen mit stilisierten Olympischen Ringen | Braundes Symbol für Bronzemedaillen mit stilisierten Olympischen Ringen |
| ------------------------------------------------------------------- | --------------------------------------------------------------------- | ----------------------------------------------------------------------- |
| —                                                                   | —                                                                     | —                                                                       |

Lesotho nahm an den Olympischen Sommerspielen 1980 in Moskau mit einer Delegation von fünf männlichen Sportlern in der Leichtathletik teil. Ein Medaillengewinn gelang keinem der Sportler.

## Teilnehmer nach Sportarten

### Leichtathletik
Männer
- Kenneth Hlasa
800 m: Vorläufe
Marathon: Rennen nicht beendet

- Joseph Letseka
100 m: Vorläufe
200 m: Vorläufe

- Mopeli Molapo
1500 m: Vorläufe

- Vincent Rakabaele
Marathon: 36. Platz

- Motlalepula Thabana
10.000 m: Vorläufe